# Morti nel 1406
| Questa pagina contiene informazioni ricavate automaticamente dalle voci biografiche con l'ausilio del template Bio e di un bot. L'aggiornamento è periodico e automatico e ricostruisce completamente la pagina. Se manca una persona in questa lista, sei pregato di non aggiungerla, ma accertati piuttosto che la sua voce biografica contenga il template Bio e che i dati anagrafici siano correttamente compilati. Se il template Bio manca, inseriscilo tu stesso o, in alternativa, metti l'avviso {{tmp\|Bio}} che ne segnala la mancanza. Se i dati riportati sono sbagliati, correggi direttamente la voce biografica; le modifiche saranno visibili in questa lista entro pochi giorni. Per chiarimenti vedi il progetto biografie. La lista contiene solo le 35 persone che sono citate nell'enciclopedia e per le quali è stato implementato correttamente il template Bio. Pagina aggiornata al 26 apr 2025. |

- 6 gennaio - Roger Walden, vescovo e arcivescovo inglese
- 17 gennaio - Raimondo Orsini del Balzo, nobile e condottiero italiano
- 19 gennaio - Francesco II da Carrara, nobile italiano (n. 1359)
- 19 gennaio - Francesco III da Carrara, condottiero italiano (n. 1383)
- 17 marzo - Ibn Khaldun, storico e filosofo arabo (n. 1332)
- 4 aprile - Roberto III di Scozia, re scozzese (n. 1337)
- 4 maggio - Coluccio Salutati, politico, letterato e filosofo italiano (n. 1332)
- 18 maggio - Baldassarre di Turingia, nobile tedesco (n. 1336)
- 15 giugno - Bartolomeo Raimondi, vescovo cattolico italiano
- 15 luglio - Guglielmo I d'Asburgo, duca (n. 1370)
- 24 luglio - Carlo Cavalcabò, politico italiano
- 25 luglio - Francesco di Bartolo, critico letterario e latinista italiano (n. 1324)
- 23 agosto - Enrico Despenser, nobile e vescovo cattolico inglese
- 24 agosto - Miguel de Zalba, cardinale spagnolo
- 16 settembre - Cipriano, religioso e santo russo
- 6 novembre - Papa Innocenzo VII, papa, cardinale e arcivescovo cattolico italiano
- 17 novembre - Bernardo Alighieri, notaio italiano
- 24 novembre - Sibilla di Fortià, nobile spagnola
- 1º dicembre - Giovanna di Brabante, nobile (n. 1322)
- 18 dicembre - Çandarlı Ali Pascià, politico ottomano
- 25 dicembre - Enrico III di Castiglia, re (n. 1379)
- 29 dicembre - Maria de Luna, regina
- Anna di Trebisonda, regina georgiana (n. 1357)
- János Aquila, architetto e pittore ungherese (n. 1350)
- Bernardo di Roma, vescovo cattolico italiano
- Galeazzo Cattaneo, condottiero italiano
- Ugolino Cavalcabò, condottiero italiano
- Pietro Cocco, patriarca cattolico italiano
- Guillaume di Menthonay, vescovo cattolico svizzero
- Antonio Malavolti, vescovo cattolico italiano
- Niccolò Spinelli, politico e giurista italiano (n. 1325)
- Toktamish, condottiero mongolo
- Maredudd ap Tudur, nobile gallese
- Federico da Pagana, doge (n. 1315)
- Aldobrandino da Polenta, nobile italiano